# De Hoop (Beers)
De Hoop is de naam van een ronde stenen molen te Beers, waarvan nog slechts de romp overgebleven is.
Deze windmolen is gebouwd in 1850 als stellingmolen en ligt aan de Verlengde molenstraat 1. Aanvankelijk deed ze dienst als schorsmolen ten behoeve van de leerlooierijen te Cuijk. Later was ze in gebruik als korenmolen. Uiteindelijk werd de molen buiten bedrijf gesteld en in 1960 onttakeld, hoewel de kap en de as nog aanwezig bleven. In 1970 heeft er echter een brand gewoed zodat tegenwoordig (2009) slechts de stenen romp rest. De Stichting Molen "De Hoop" Beers zet zich in voor de restauratie van deze molen.